# Alan Boxer
Alan Hunter Cachemaille Boxer (Hastings, 1º dicembre 1916 – 26 aprile 1998) è stato un ufficiale neozelandese.

## Carriera
Studiò al Nelson College. Si unì alla Royal Air Force nel gennaio 1939 e prese servizio durante la seconda guerra mondiale come pilota del 161° Squadron RAF, come comandante di volo del 138° Squadron RAF e poi come comandante del 161° Squadron RAF dal 1943. In seguito divenne un membro del personale presso la direzione dei servizi segreti presso l'Air Ministry, a partire dal settembre 1943, e poi come personale presso la sede Bomber Command dal febbraio 1945.
Rimase nella Royal Air Force anche dopo la guerra ed è diventato responsabile del comando del 7° Squadron RAF nel 1956, del RAF Wittering nel 1958 e capitano del Gruppo responsabile per piani a Bomber Command Headquarters nel 1959. Nel 1967 divenne segretario della difesa prima di ritirarsi nel 1970.